# Annopole (powiat średzki)
Annopole (niem. Annakolonie) – wieś w Polsce położona w województwie wielkopolskim, w powiecie średzkim, w gminie Środa Wielkopolska.
W latach 1975–1998 miejscowość administracyjnie należała do województwa poznańskiego.
W miejscowości siedzibę ma Browar Gzub 
Również co roku na koniec czerwca odbywa się festiwal Piwny Craft Beer Camp.